# 14e étape du Tour d'Espagne 2016
La 14e étape du Tour d'Espagne 2016 s'est déroulée le samedi 3 septembre 2016, entre Urdazubi et le col d'Aubisque.

## Résultats

### Classement de l'étape
| \| Classement de l'étape \| Classement de l'étape \| Classement de l'étape \| Classement de l'étape \| Classement de l'étape \| \| Coureur \| Coureur \| Pays \| Équipe \| Temps \| \| --------------------- \| --------------------- \| --------------------- \| --------------------- \| --------------------- \| \| 1er \| Robert Gesink \| Pays-Bas \| LottoNL-Jumbo \| 5 h 43 min 24 s \| \| 2e \| Kenny Elissonde \| France \| FDJ \| + 7 s \| \| 3e \| Egor Silin \| Russie \| Katusha \| + 9 s \| |                 |          |               |                 |
| |                 |          |               |                 |
| Source : ProCyclingStats |                 |          |               |                 |
| Classement de l'étape |                 |          |               |                 |
| Coureur | Coureur         | Pays     | Équipe        | Temps           |
| 1er | Robert Gesink   | Pays-Bas | LottoNL-Jumbo | 5 h 43 min 24 s |
| 2e | Kenny Elissonde | France   | FDJ           | + 7 s           |
| 3e | Egor Silin      | Russie   | Katusha       | + 9 s           |

### Classement général
| \| Classement général \| Classement général \| Classement général \| Classement général \| Classement général \| \| Coureur \| Coureur \| Pays \| Équipe \| Temps \| \| ------------------ \| ------------------ \| ------------------ \| ------------------ \| ------------------ \| \| 1er \| Nairo Quintana \| Colombie \| Movistar Team \| 58 h 41 min 40 s \| \| 2e \| Christopher Froome \| Royaume-Uni \| Team Sky \| + 54 s \| \| 3e \| Esteban Chaves \| Colombie \| Orica-BikeExchange \| + 2 min 01 s \| |                    |             |                    |                  |
| |                    |             |                    |                  |
| Source : ProCyclingStats |                    |             |                    |                  |
| Classement général |                    |             |                    |                  |
| Coureur | Coureur            | Pays        | Équipe             | Temps            |
| 1er | Nairo Quintana     | Colombie    | Movistar Team      | 58 h 41 min 40 s |
| 2e | Christopher Froome | Royaume-Uni | Team Sky           | + 54 s           |
| 3e | Esteban Chaves     | Colombie    | Orica-BikeExchange | + 2 min 01 s     |